# Singuil
Singuil es una localidad perteneciente al departamento Ambato, en la provincia de Catamarca, al noroeste de Argentina.

## Características
Es un poblado enclavado en el valle homónimo y surcado por el río del mismo nombre, el cual desemboca en el embalse de Escaba, en la provincia de Tucumán. Toda la zona se caracteriza por su gran belleza paisajística, haciéndola muy apta para el desarrollo de emprendimientos turísticos. 
La actividad económica que predomina es la agrícola-ganadera. Sus tierras son aptas para cultivos de maíz, zapallo criollo y tetsukabuto, poroto, garbanzo, soja, papa. etc. Entre las forrajeras aptas para la zona, se pueden mencionar alfalfa, avena, centeno, trébol y sorgo. También tiene gran importancia la cría de animales vacunos, especialmente los de raza hereford, polled hereford y bradford.
Desde la ciudad capital se puede acceder a través de distintos y muy atractivos circuitos turísticos : Por la Ruta Provincial 1, (88 km), pasando previamente por el dique Las Pirquitas y la localidad de La Puerta, capital del departamento Ambato; por la Ruta Provincial 4,  ( 125 km) que atraviesa las localidades de El Rodeo, Las Juntas, Chavarría y Los Varelas, con sus magníficas vistas panorámicas; y por la Ruta Nacional 38, que vincula  la ciudad capital con la localidad de La Merced y, desde ahí, por Ruta Provincial 9 que lleva hasta la pintoresca localidad de Balcozna y luego a Singuil, por la Ruta Provincial 18, (115 km); desde cuya cuesta se puede apreciar, a vista de pájaro, las selvas de yungas y las suaves y vistosas lomadas de lo que se conoce como "los altos" de Singuil.

## Población
Según el censo argentino de 2010 su población era de 295 habitantes, lo que representó un incremento de 41.14% respecto al censo anterior, en el cual se habían registrado 209 habitantes.

## Galería de fotos

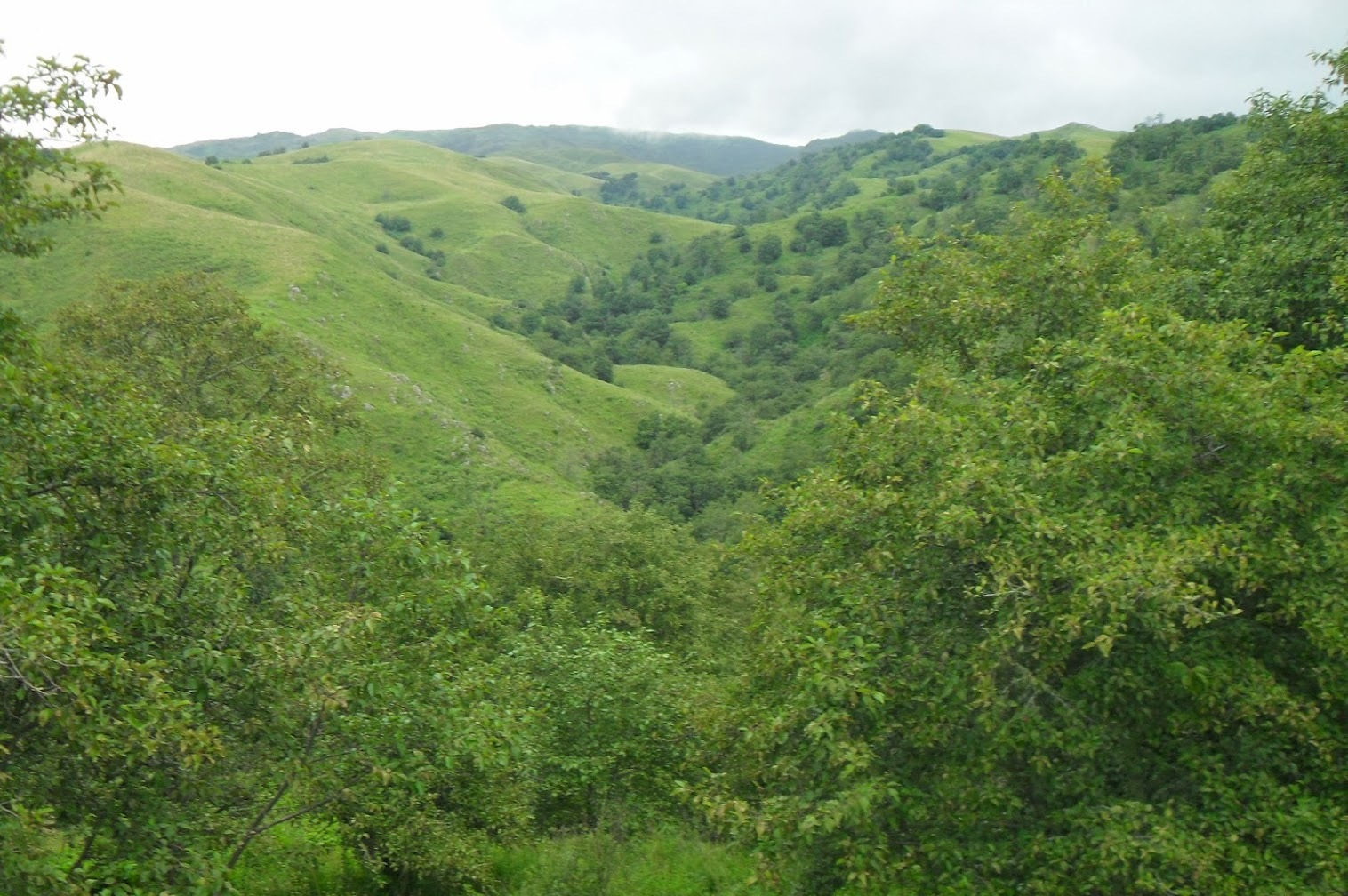
Bosques de Alisos en las estribaciones de Singuil.
Pequeño salto.Pequeño salto.
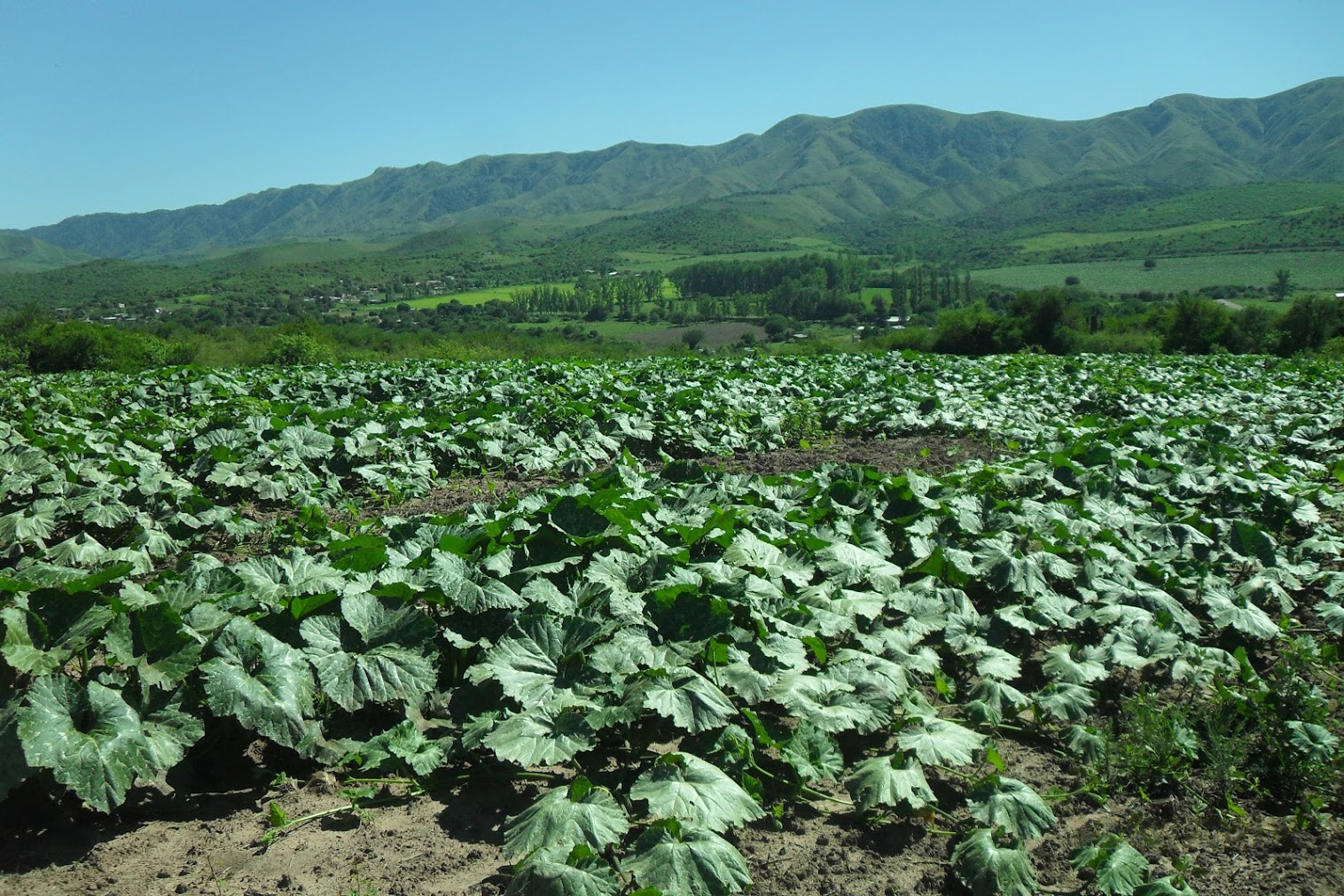
Hortalizas de verano en Singuil.
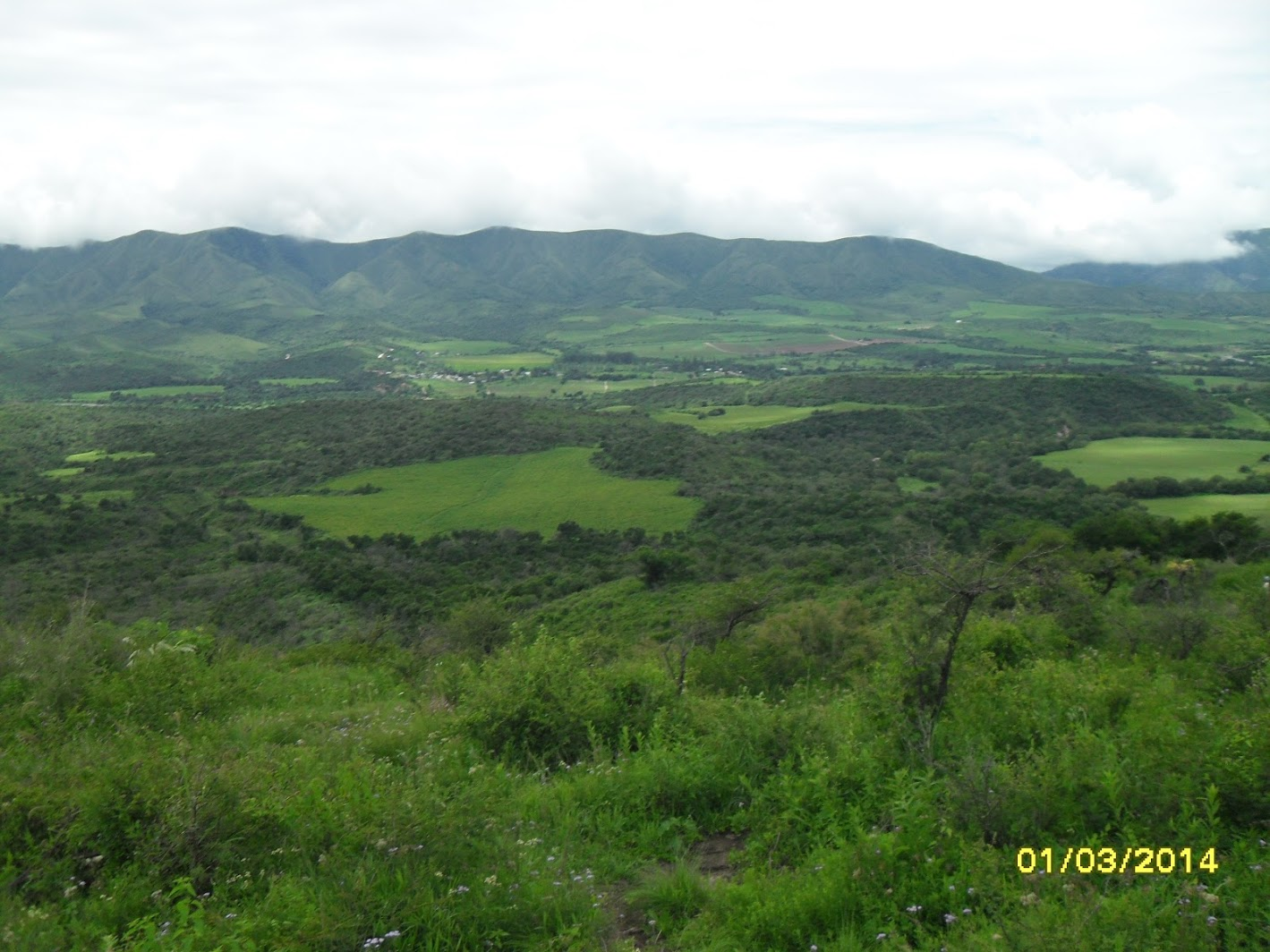
Singuil, desde un pequeño faldeo.
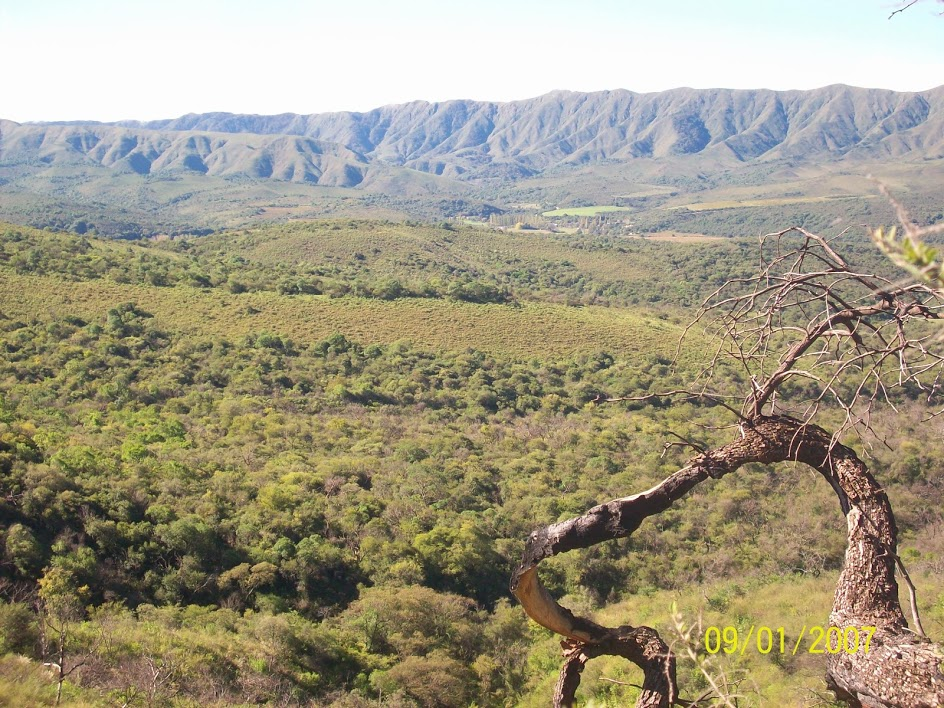
Desde Singuil hacia Los Navarros.
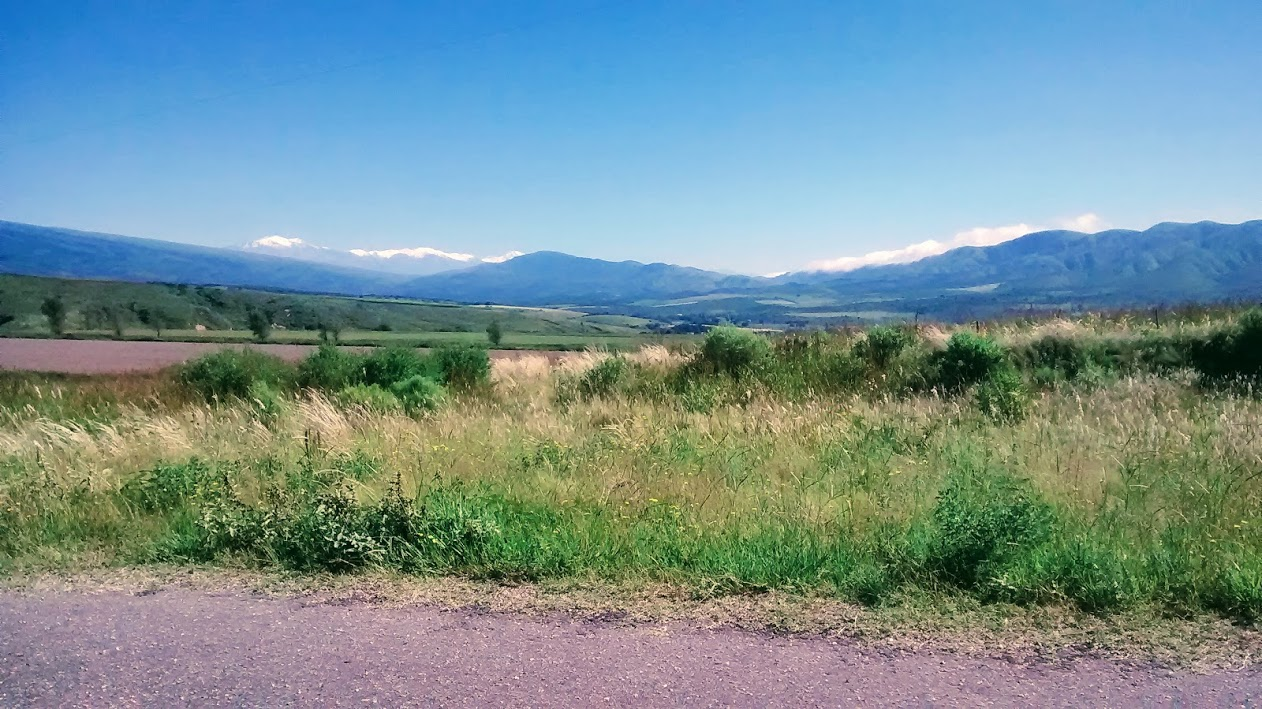
Valle de Singuil.